# سلسلة باون التفاعلية

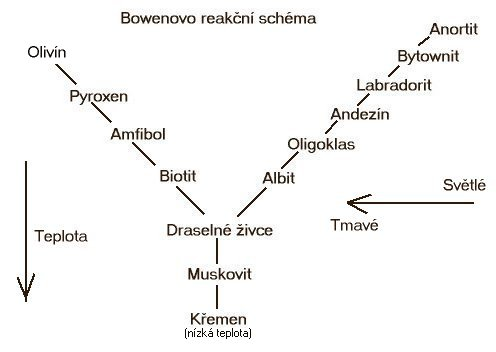

سلسلة بووِن التفاعلية هي سلسلة وضعها العالم بووِن (N. L. Bowen) في بدايات القرن التاسع عشر الميلادي ووضح فيها تسلسل المعادن من حيث تبلورها وانفصالها عن الصهير مع انخفاض درجة الحرارة.

## أساس النظرية
لو تخيلنا غرفة صهارية (magma chamber) مليئة بالصهارة المافية (mafic magma) فإنه ومع انخفاض درجة الحرارة تبدأ المعادن في التبلور والانفصال عن الصهارة وتكون أول المعادن تبلورًا -بحسب السلسلة- هي معادن الأولفين يليها معادن البيروكسين وهكذا..

## تقسيم السلسلة
لاحظ باون أن السلسة مقسمة إلى جزئين:
- السلسلة المتصلة وهي التي تضم مجموعة معادن البلاجيوكليز والتي تغير تدريجيًا من تركيبها الكيميائي بإحلال أيونات الصوديوم محل أيونات الكالسيوم (مع مايرافقه من إحلال سليكون محل الألمنيوم ) ليتحول من بلاجيوكليز غني بالكالسيوم إلى بلاجيوكليز غني بالصوديوم مع انخفاض درجة الحرارة. وقد سمي هذا الجزء بالسلسلة المتصلة لكون أن مجموعة المعادن الموجودة فيها تنتمي إلى مجموعة واحد هي مجموعة البلاجيوكليز.
- السلسة غير المتصلة وهي التي تضم مجموعات معادن الأولفين والبيروكسين والأمفيبول والبيوتايت ولاحظ أن كل مجموعة من المجموعات تضم تحتها عدد من المعادن بعكس السلسلة المتصلة حيث كانت معادنها من أول السلسلة إلى آخرها تنتمي إلى مجموعة واحدة هي مجموعة معادن البلاجيوكليز.

لاحظ باون أيضًا أنه كلما انخفضت درجة الحرارة وازداد انفصال المعادن تغير التركيب الكيميائي للصهارة من التركيب القاعدي والغني بعناصر الكالسيوم والماغنسيوم والحديد إلى التركيب الحامضي الغني بعناصر السليكون والصوديوم والألمنيوم والبوتاسيوم.

## تصنيف الصخور النارية باستخدام السلسلة
ساعدت سلسلة باون التفاعلية في تصنيف الصخور النارية بحسب تركيبها الكيميائي إلى أربعة أقسام هي :
- صخور نارية فوق قاعدية (فوق مافية): وفيها تقل نسبة السيليكا (SiO2) عن 40% كما أن المعادن المكونة لهذه الصخور تتميز بلون غامق جدًا بالإضافة إلى ثقلها مثل معادن الأولفين.
- صخور نارية قاعدية (مافية): ونسبة ثاني أكسيد السليكون فيها أقل من 52% ، وتتكون هذه الصخور من معادن الهورنبلند والأجاويت والأوليفين.
- صخور نارية متوسطة: وتكون نسبة ثاني أكسيد السليكون فيها بين 52% و 66% وتكون المعادن السائدة في هذه الصخور هي معادن الأرثوكليز والبلاجيوكليز.
- صخور نارية فلسية: وتكون نسبة ثاني أكسيد السليكون أكثر من 66% كما أن هذه الصخور تمتاز بلونها الفاتح لاحتوائها على نسب عالية من المعادن الفاتحة اللون أو الباهتة مثل معدني الكوارتز والفلسبار.